# Bitva u Vouillé
Bitva u Vouillé byla bitva u Vouillé (Vienne) blízko Poitiers, ke které došlo na jaře roku 507. Frankové pod vedením Chlodvíka I. v ní porazili Vizigóty pod vedením Alaricha II.
Chlodvíkova armáda byla zpomalena jarními dešti a rozvodněnou řekou Vienne, přesto část jeho armády zaútočila na Vizigóty jižně od Vouillé. Největší část svého vojska měl Chlodvík umístěnou v zadních liniích, kterou po prvním útoku vyslal Chlodvík vpřed do boje s již vyčerpanými Vizigóty, kde došlo k souboji muž proti muži, kde měli Frankové oproti Vizigótům převahu. Během boje Chlodvík údajně zabil vizigótského krále Alaricha. Po smrti svého krále se Vizigóti dali na ústup a nakonec z bojiště utekli.